# The Driver Era

The Driver Era (TDE) (stilizirano THE DRIVER ERΛ) je ameriški glasbeni duo, ki ga sestavljata brata Rocky in Ross Lynch . Oba sta nekdanja člana zdaj že propadle skupine R5 .  

## Zgodovina

### 2018–danes: Od R5 do The Driver Era
1. marca 2018 je skupina R5 svoje uporabniško ime na Instagramu in Twitterju spremenila v The Driver Era in izbrisala vse prejšnje objave. 2. marca 2018 je Ross prek Instagram zgodbe objavil, da bo The Driver Era skupina, ki jo bosta sestavljala on in njegov brat Rocky.  Istega dne, ko je R5 spremenila svoj profil na družabnih omrežjih, je na Twitter in Instagram objavila promocijski video za debitantski singel skupine The Driver Era z naslovom "Preacher Man".  Ime 'The Driver Era' je nastalo med pogovorom med Rockyjem in Rossom, ko sta se vozila na zabavo. Brata sta se strinjala, da to ime dobro opiše smer, v katero gre njuna glasba. 
16. marca 2018 je skupina izdala pesem "Preacher Man", nekaj tednov kasneje pa je izšel še videospot. Ta singel je prejel veliko pohval s strani alternativne/indie glasbene scene. V videu je bila prikazana mešanica religij in grehov. "Preacher Man" je že takoj postala ikonična, kajti skupina dolgo časa ni izdala nobene druge pesmi. Brata sta omenjala tudi pesem "Mary Jane", ki naj bi jo izvajal Rocky. Predvidevati je bilo, da bo to njun naslednji singel, a pesem potem nikoli ni bila izdana. 
25. maja 2018 je The Driver Era izdala dva posebna remiksa pesmi "Preacher Man", ki je bila takrat še zmeraj edina izdana pesem. 24. avgusta 2018 je skupina izdala nov singel "Afterglow", ki je bil prvotno izdan prek YouTuba, nato pa je bil objavljen še na Spotifyu. V tem obdobju je skupina izdala tudi lastno pesem z naslovom "My Silver Lining Is Overdue", skladbo, ki naj bi bila uporabljena v filmu "Turnover", v katerem nastopa član skupine in Rossov ter Rockyev brat, Riker Lynch.
26. oktobra 2018 je The Driver Era izdala nov singel "Low", ki mu je nekaj mesecev kasneje sledil še poseben remiks. "Low" je bil priljubljen, ker je bil prvi uradni singel skupine, ki ga je zapel kitarist in producent Rocky Lynch, saj za glavne vokale običajno poskrbi njegov brat Ross.
29. marca 2019 je The Driver Era izdala nov singel, »Feel You Now«, ki mu je nekaj tednov kasneje sledil tudi videospot. To se je zgodilo po tem, ko je skupina v YouTubovem videu z naslovom "Haven't left the garage" napovedovala izdajo več novih skladb, vključno s "Feel You now", "Welcome To The End Of Your Life", "San Francisco" in "Scared of Heights". Poleg teh 4 pesmi je bila tudi ena neimenovana pesem, ki je skupina še ni razkrila.
26. aprila 2019 je The Driver Era končno izdala singel "Welcome to the End of your Life", ki mu je nekaj tednov kasneje prav tako sledil videospot. Skupina je v letu 2019 to pesem večkrat omenjala, saj sta bila brata nad njeno produkcijo zelo navdušena. 
13. junija 2019 je The Driver Era premierno predstavila svoj novi videospot za pesem "Low" in s tem napovedala svoj debitantski studijski album z naslovom " X ".   Album je izšel 28. junija 2019 in je vključeval prej naštete single ter nekaj novih pesmi, ki so bile že izvedene na turneji.
25. oktobra 2019 je The Driver Era izdala dva nova singla, »A Kiss« in »Forever Always«, ki sta napovedala novo dobo skupine.  
2. aprila 2020 je skupina izdala še dva singla »OMG Plz Don't Come Around« in »Flashdrive« s svojega prihajajočega drugega albuma, za katerega se je govorilo, da bo izšel pozno poleti, izdaja pa je nato zaradi pandemije covid-19 preložena.
23. aprila 2021 je The Driver Era med Youtube prenosom v živo, posvečenem prvemu rojstnemu dnevu MTV Friday Livestream, napovedala svoj novi singel "Heaven Angel", ki naj bi izšel enkrat v naslednjih štirih tednih. Nekaj tednov kasneje je skupina izdala še pesmi "#1 Fan" in "Leave Me Feeling Confident", preden je končno objavila in nato izdala "Girlfriend", svoj drugi studijski album. V letih 2021 in 2022 je sledila turneja "The Girlfriend Tour" z datumi v ZDA, Aziji, Avstraliji in Evropi.
30. junija 2022 je The Driver Era izdala nov singel "Keep Moving Forward", v katerem nastopa tudi Nikka Costa, 28. julija 2022 pa "Malibu". 4. avgusta 2022 je The Driver Era objavila, da bo izdala svoj tretji studijski album z naslovom "Summer Mixtape", ki je nato izšel 16. septembra 2022.

## Člani benda

### Trenutni člani
- Ross Lynch (2018–danes) – glavni vokal, ritem kitara
- Rocky Lynch (2018–danes) – glavna kitara, vokal

### Gostujoči člani
Trenutni člani
- Riker Lynch (2018–danes) – bas kitara, spremljevalni vokal
- Dave Briggs (2022–danes) – bobni
- Garrison Jones (2022–danes) – klaviature

Nekdanji člani
- Ellington Ratliff (2018–2019; 2022) – bobni, tolkala, spremljevalni vokal
- Rydel Lynch (2018–2021) – klaviature, spremljevalni vokal
- Chase Meyer (2020–2021) – bobni, tolkala

## Diskografija

### Studijski albumi
| Naslov         | Podrobnosti o albumu                                                                             |
| -------------- | ------------------------------------------------------------------------------------------------ |
| X              | - Izdano: 28. junij 2019 - Formati: digitalno, predvajanje - Založba: BMG                        |
| Girlfriend     | - Izdano: 15. oktober 2021 - Formati: CD, digitalno, predvajanje, vinil - Založba: BMG           |
| Summer Mixtape | - Izdano: 16. september 2022 - Formati: CD, digitalno, predvajanje, vinil, kaseta - Založba: TOO |

### Albumi v živo
| Naslov            | Podrobnosti o albumu                                                                              |
| ----------------- | ------------------------------------------------------------------------------------------------- |
| Live at the Greek | - Izdano: 8. december 2023 - Formati: CD, digitalno, predvajanje, vinil, CD knjiga - Založba: TOO |

### EP-ji
| Naslov                                 | Podrobnosti EP-ja                                                           |
| -------------------------------------- | --------------------------------------------------------------------------- |
| A Kiss / Forever Always                | - Izdano: 25. oktober 2019 - Formati: digitalno, predvajanje - Založba: BMG |
| Some Remixes of X                      | - Izdano: 10. januar 2020 - Formati: digitalno, predvajanje - Založba: BMG  |
| OMG Plz Don't Come Around / Flashdrive | - Izdano: 2. april 2020 - Formati: digitalno, predvajanje - Založba: BMG    |

### Singli
| Naslov                                 | leto | Album          |
| -------------------------------------- | ---- | -------------- |
| "Preacher Man"                         | 2018 | X              |
| "Afterglow"                            | 2018 | X              |
| "Low"                                  | 2018 | X              |
| "Feel You Now"                         | 2019 | X              |
| "Welcome to the End of Your Life"      | 2019 | X              |
| "A Kiss"                               | 2019 | Girlfriend     |
| "Forever Always"                       | 2019 | Girlfriend     |
| "OMG Plz Don't Come Around"            | 2020 | Girlfriend     |
| "Flashdrive"                           | 2020 | Girlfriend     |
| "Take Me Away"                         | 2020 | Girlfriend     |
| "Places"                               | 2020 | Girlfriend     |
| "Fade"                                 | 2020 | Girlfriend     |
| "Heaven Angel"                         | 2021 | Girlfriend     |
| "#1 Fan"                               | 2021 | Girlfriend     |
| "Leave Me Feeling Confident"           | 2021 | Girlfriend     |
| "Heart of Mine"                        | 2021 | Girlfriend     |
| "Keep Moving Forward" (z Nikka Costa ) | 2022 | Summer Mixtape |
| "Malibu"                               | 2022 | Summer Mixtape |
| "Fantasy"                              | 2022 | Summer Mixtape |
| "Rumors"                               | 2023 | TBA            |

### Promocijski singli
| Pesem                                                       | Leto | Album |
| ----------------------------------------------------------- | ---- | ----- |
| "Nobody Knows"                                              | 2019 | X     |
| "Slowdown" (The Driver Era Remix) (z Smallpools in Morgxn ) | 2020 | /     |
|                                                             |      |       |

### Sodelovanja
| Naslov      | Leto | Drugi izvajalci | Album          |
| ----------- | ---- | --------------- | -------------- |
| "Cool Girl" | 2018 | New Beat Fund   | Chillanthrophy |

### Videospoti
| Naslov                                | Leto | Režiser(ji)                                                | Ref.   |
| ------------------------------------- | ---- | ---------------------------------------------------------- | ------ |
| "Preacher Man"                        | 2018 | Neznano                                                    | [ 41 ] |
| "Feel You Now"                        | 2019 | Gordy De St. Jeor                                          | [ 42 ] |
| "Welcome to the End of Your Life"     | 2019 | Stefano Bertelli                                           | [ 43 ] |
| "Low"                                 | 2019 | Ross Lynch in Gordy De St. Jeor                            | [ 44 ] |
| "Forever Always"                      | 2019 | Gordy De St. Jeor, Ross Lynch in Ryland Lynch              | [ 45 ] |
| "A Kiss"                              | 2019 | Ryland Lynch in Gordy De St. Jeor                          | [ 46 ] |
| "OMG Plz Don't Come Around"           | 2020 | Amber Robb                                                 | [ 47 ] |
| "Flashdrive"                          | 2020 | Gordy De St. Jeor                                          | [ 48 ] |
| "Take me away"                        | 2020 | Ross Lynch, Ryland Lynch, Gordy De St. Jeor in Rocky Lynch | [ 49 ] |
| "Places"                              | 2020 | Ross Lynch                                                 | [ 50 ] |
| "Fade"                                | 2020 | Amber Robb                                                 | [ 51 ] |
| "Heaven Angel"                        | 2021 | Gordy De St. Jeor in Ryland Lynch                          | [ 52 ] |
| "#1 Fan"                              | 2021 | Ross Lynch in Rocky Lynch                                  | [ 53 ] |
| "Leave Me Feeling Confident" (v živo) | 2021 | Jesse DeFlorio                                             | [ 54 ] |
| "Heart of Mine"                       | 2021 | Riker Lynch                                                | [ 55 ] |
| "Keep Moving Forward"                 | 2022 | Tate Warner                                                | [ 56 ] |
| "Malibu"                              | 2022 | Tate Warner                                                | [ 57 ] |
| "Fantasy"                             | 2022 | Gordy De St. Jeor                                          | [ 58 ] |
| "Rumors"                              | 2023 | Gordy De St. Jeor                                          | [ 59 ] |

## Turneje

### Samostojne turneje
- The Driver Era Live! (2019)
- The Girlfriend Tour (2021–2022)
- Live on Tour '22 (2022)